# دوري جرينلاند لكرة القدم 2000
دوري جرينلاند لكرة القدم 2000 هو موسم من دوري جرينلاند لكرة القدم. فاز فيه Nagdlunguaq-48 ‏.